# Чемпионат мира по крикету
Чемпионат мира по крикету (англ. Cricket World Cup) — международный турнир по крикету, проводимый под эгидой ICC. Является самым престижным турниром для мужских национальных сборных по данному виду спорта. Почти все участвующие сборные представляют Великобританию и её бывшие колонии. Финальные турниры чемпионатов мира проводятся раз в четыре года. Первый чемпионат мира по крикету был проведен в 1975 году в Англии. Лидером по количеству выигранных званий чемпионов мира по крикету является сборная Австралии, становившаяся чемпионом мира 5 раз. Дважды чемпионами мира становились сборные Вест-Индии и Индии, по разу чемпионами становились сборные  Пакистана и Шри-Ланки. Аналогичный турнир для женских национальных сборных проводится с 1973 года.
Чемпионат мира по крикету 2007 года был проведен  в период с 13 марта по 28 апреля 2007 года в Вест-Индии. В финальном этапе приняли участие шестнадцать команд. На первом групповом этапе команды были разбиты на 4 группы, по две лучшие сборные вышли в следующий раунд, в котором 8 сборных провели матчи между собой, определив таким образом 4 сильнейшие сборные по количеству набранных очков. Далее  были проведены полуфинальные поединки и финал. Победителем чемпионата мира стала сборная Австралии.

## Освещение в прессе

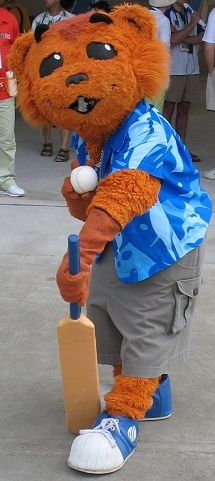
Талисман турнира 2007 года

Турнир — один из тех, которые смотрят наиболее часто. Финал Чемпионата мира по крикету 2011 показывался в 200 странах, его смотрели 2,2 млрд зрителей.  Права на трансляцию турниров продавались по цене 1,1 млрд долларов США, компании, желавшие стать спонсором турнира, платили 500 млн долларов. Матчи Чемпионата мира по крикету 2003 посетило 626 845 человек. На матчи Чемпионат мира по крикету 2007 было продано более 672 000 билетов, на матчи турнира 2015 года — 1,1 млн билетов.
На турнире 2003 года появился талисман: зебра Dazzler. Талисманом турнира 2007 года стал Mello, 2011 года — слон Stumpy.
13 февраля 2015 года компания Google выпустила дудл, посвящённый турниру.

## Победители
| Год         | Хозяева                                | Арена финала, город                    | Финал                                                                     | Финал | Финал                                                                               |
| Год         | Хозяева                                | Арена финала, город                    | Золото                                                                    | Результат | Серебро                                                                             |
| ----------- | -------------------------------------- | -------------------------------------- | ------------------------------------------------------------------------- | --- | ----------------------------------------------------------------------------------- |
| 1975 Детали | Англия                                 | «Lord's Cricket Ground», Лондон        | Вест-Индия 291/8 (60 оверов)                                              | Вест-Индия победила с преимуществом в 17 пробегов Протокол матча                                                                            | Австралия 274 (58.4 оверов)                                                         |
| 1979 Детали | Англия                                 | «Lord's Cricket Ground», Лондон        | Вест-Индия 286/9 (60 оверов)                                              | Вест-Индия победила с преимуществом в 92 пробега Протокол матча                                                                             | Англия 194 (51 оверов)                                                              |
| 1983 Детали | Англия                                 | «Lord's Cricket Ground», Лондон        | Индия 183 (54.4 оверов)                                                   | Индия победила с преимуществом в 43 пробега Протокол матча                                                                                  | Вест-Индия 140 (52 оверов)                                                          |
| 1987 Детали | Индия, Пакистан                        | «Иден Гарденс», Калькутта              | Австралия 253/5 (50 оверов)                                               | Австралия победила с преимуществом в 7 пробегов Протокол матча                                                                              | Англия 246/8 (50 оверов)                                                            |
| 1992 Детали | Австралия, Новая Зеландия              | «Мельбурн Крикет Граунд», Мельбурн     | Пакистан 249/6 (50 оверов)                                                | Пакистан победил с преимуществом в 22 пробега Протокол матча                                                                                | Англия 227 (49.2 оверов)                                                            |
| 1996 Детали | Пакистан, Индия, Шри-Ланка             | «Каддафи», Лахор                       | Шри-Ланка 245/3 (46.2 оверов)                                             | Шри-Ланка победила с преимуществом в 7 калиток Протокол матча                                                                               | Австралия 241/7 (50 оверов)                                                         |
| 1999 Детали | Англия, Ирландия, Голландия, Шотландия | «Lord's Cricket Ground», Лондон        | Австралия 133/2 (20.1 оверов)                                             | Австралия победила с преимуществом в 8 калиток Протокол матча                                                                               | Пакистан 132 (39 оверов)                                                            |
| 2003 Детали | Кения, ЮАР, Зимбабве                   | «Уондерерс», Йоханнесбург              | Австралия 359/2 (50 оверов)                                               | Австралия победила с преимуществом в 125 пробегов Протокол матча                                                                            | Индия 234 (39.2 оверов)                                                             |
| 2007 Детали | Вест-Индия                             | «Кингстон Овал», Бриджтаун             | Австралия 281/4 (38 оверов)                                               | Австралия победила с преимуществом в 53 пробега Протокол матча                                                                              | Шри-Ланка 215/8 (36 оверов)                                                         |
| 2011 Детали | Индия, Шри-Ланка, Бангладеш            | «Ванкхеде», Мумбаи                     | Индия 277/4 (48.2 оверов)                                                 | Индия победила с преимуществом в 6 калиток Протокол матча                                                                                   | Шри-Ланка 274/6 (50 оверов)                                                         |
| 2015 Детали | Австралия, Новая Зеландия              | «Мельбурн Крикет Граунд», Мельбурн     | Австралия 186/3 (33.1 оверов)                                             | Австралия победила с преимуществом в 7 калиток Протокол матча                                                                               | Новая Зеландия 183 (45 оверов)                                                      |
| 2019 Детали | Англия, Уэльс                          | «Lord's Cricket Ground», Лондон        | Англия 241 (50 оверов) 15/0 (супер-овер) 23 четырёхочковых 3 шестиочковых | Англия победила при ничейном результате в 50 оверах и супер-овере по количеству отбитых мячей, достигших границ поля (26:17) Протокол матча | Новая Зеландия 241/8 (50 оверов) 15/1 (супер-овер) 14 четырёхочковых 3 шестиочковых |
| 2023 Детали | Индия                                  | Стадион имени Нарендры Моди, Ахмадабад | Австралия 241/4 (43 овера)                                                | Австралия победила с преимуществом в 6 калиток Протокол матча                                                                               | Индия 240 (50 оверов)                                                               |
| 2027        | Намибия, ЮАР, Зимбабве                 |                                        |                                                                           | |                                                                                     |
| 2031        | Индия, Бангладеш                       |                                        |                                                                           | |                                                                                     |